# زیارت حسن‌آباد
زیارت حسن‌آباد، روستایی در دهستان سیریک بخش مرکزی شهرستان سیریک در استان هرمزگان ایران است.

## جمعیت
بر پایه سرشماری عمومی نفوس و مسکن در سال ۱۳۹۵، جمعیت این روستا برابر با ۲۷۳ نفر (۶۵ خانوار) بوده‌است.